# Tour de Grande-Bretagne 2014
La Tour de Grande-Bretagne 2014 est la 75e édition de cette course cycliste sur route masculine. Il a lieu du 7 au 14 septembre 2014. Il figure au calendrier de l'UCI Europe Tour 2014 en catégorie 2.HC. et comprend huit étapes.

## Présentation

### Équipes
Classé en catégorie 2.HC de l'UCI Europe Tour, le Tour de Grande-Bretagne est par conséquent ouvert aux UCI ProTeams dans la limite de 70 % des équipes participantes, aux équipes continentales professionnelles, aux équipes continentales et à une équipe nationale britannique.

Vingt équipes participent à ce Tour de Grande-Bretagne : huit ProTeams, cinq équipes continentales professionnelles, six équipes continentales et une sélection britanniques.
| Nom de l'équipe         | Pays            | Code |
| ----------------------- | --------------- | ---- |
| Belkin                  | Pays-Bas        | BEL  |
| BMC Racing              | États-Unis      | BMC  |
| Garmin-Sharp            | États-Unis      | GRS  |
| Giant-Shimano           | Pays-Bas        | GIA  |
| Movistar                | Espagne         | MOV  |
| Omega Pharma-Quick Step | Belgique        | OPQ  |
| Sky                     | Grande-Bretagne | SKY  |
| Tinkoff-Saxo            | Russie          | TCS  |

| Nom de l'équipe           | Pays            | Code |
| ------------------------- | --------------- | ---- |
| Équipe de Grande-Bretagne | Grande-Bretagne | GBR  |

| Nom de l'équipe | Pays           | Code |
| --------------- | -------------- | ---- |
| Bardiani CSF    | Italie         | BAR  |
| IAM             | Suisse         | IAM  |
| MTN-Qhubeka     | Afrique du Sud | MTN  |
| NetApp-Endura   | Allemagne      | TNE  |
| Novo Nordisk    | États-Unis     | TNN  |

| Nom de l'équipe          | Pays        | Code |
| ------------------------ | ----------- | ---- |
| An Post-ChainReaction    | Irlande     | SKT  |
| Madison Genesis          | Royaume-Uni | MGT  |
| NFTO                     | Royaume-Uni | NPC  |
| Raleigh-GAC              | Royaume-Uni | RAL  |
| Rapha Condor JLT         | Royaume-Uni | RCJ  |
| Velosure-Giordana Racing | Royaume-Uni | VGR  |

## Étapes
| Étape     | Date         | Villes étapes          |  | Distance (km) | Vainqueur d’étape  | Leader du classement général |
| --------- | ------------ | ---------------------- |  | ------------- | ------------------ | ---------------------------- |
| 1re étape | 7 septembre  | Liverpool - Liverpool  |  | 104.8         | Marcel Kittel      | Marcel Kittel                |
| 2e étape  | 8 septembre  | Knowsley - Llandudno   |  | 201           | Mark Renshaw       | Mark Renshaw                 |
| 3e étape  | 9 septembre  | Newtown - Abergavenny  |  | 179.7         | Edoardo Zardini    | Edoardo Zardini              |
| 4e étape  | 10 septembre | Worcester - Bristol    |  | 184.6         | Michał Kwiatkowski | Michał Kwiatkowski           |
| 5e étape  | 11 septembre | Exmouth - Exeter       |  | 177.3         | Matthias Brändle   | Michał Kwiatkowski           |
| 6e étape  | 12 septembre | Bath - Hemel Hempstead |  | 205.7         | Matthias Brändle   | Alex Dowsett                 |
| 7e étape  | 13 septembre | Camberley - Brighton   |  | 226.5         | Julien Vermote     | Dylan van Baarle             |
| 8ea étape | 14 septembre | Londres - Londres      |  | 8.8           | Bradley Wiggins    | Dylan van Baarle             |
| 8eb étape | 14 septembre | Londres - Londres      |  | 88.8          | Marcel Kittel      | Dylan van Baarle             |

## Déroulement de la course

### 1reétape
|    | Coureur           | Équipe                    |    | Temps           |
| -- | ----------------- | ------------------------- | -- | --------------- |
| 1  | Marcel Kittel     | Giant-Shimano             | en | 2 h 16 min 35 s |
| 2  | Nicola Ruffoni    | Bardiani CSF              | +  | m.t             |
| 3  | Mark Cavendish    | Omega Pharma-Quick Step   |    | m.t             |
| 4  | Tyler Farrar      | Garmin-Sharp              |    | m.t             |
| 5  | Ben Swift         | Sky                       |    | m.t             |
| 6  | Barry Markus      | Belkin                    |    | m.t             |
| 7  | Daniel McLay      | Équipe de Grande-Bretagne |    | m.t             |
| 8  | Heinrich Haussler | IAM                       |    | m.t             |
| 9  | Nikolay Trusov    | Tinkoff-Saxo              |    | m.t             |
| 10 | Enrique Sanz      | Movistar                  |    | m.t             |

|    | Coureur         | Équipe                    |    | Temps           |
| -- | --------------- | ------------------------- | -- | --------------- |
| 1  | Marcel Kittel   | Giant-Shimano             | en | 2 h 16 min 25 s |
| 2  | Sonny Colbrelli | Bardiani CSF              | +  | 1 s             |
| 3  | Nicola Ruffoni  | Bardiani CSF              |    | 4 s             |
| 4  | Jonathan Mould  | NFTO                      |    | 4 s             |
| 5  | Mark Cavendish  | Omega Pharma-Quick Step   |    | 6 s             |
| 6  | Richard Handley | Rapha Condor JLT          |    | 7 s             |
| 7  | Tyler Farrar    | Garmin-Sharp              |    | 10 s            |
| 8  | Ben Swift       | Sky                       |    | 10 s            |
| 9  | Barry Markus    | Belkin                    |    | 10 s            |
| 10 | Daniel McLay    | Équipe de Grande-Bretagne |    | 10 s            |

### 2eétape
|    | Coureur            | Équipe                  |    | Temps           |
| -- | ------------------ | ----------------------- | -- | --------------- |
| 1  | Mark Renshaw       | Omega Pharma-Quick Step | en | 4 h 38 min 54 s |
| 2  | Ben Swift          | Sky                     | +  | m.t             |
| 3  | Sam Bennett        | NetApp-Endura           |    | m.t             |
| 4  | Tyler Farrar       | Garmin-Sharp            |    | m.t             |
| 5  | Rick Zabel         | BMC Racing              |    | m.t             |
| 6  | Michał Kwiatkowski | Omega Pharma-Quick Step |    | m.t             |
| 7  | Jérôme Pineau      | IAM                     |    | m.t             |
| 8  | Niki Terpstra      | Omega Pharma-Quick Step |    | m.t             |
| 9  | Nicola Ruffoni     | Bardiani CSF            |    | m.t             |
| 10 | Heinrich Haussler  | IAM                     |    | m.t             |

|    | Coureur           | Équipe                  |    | Temps           |
| -- | ----------------- | ----------------------- | -- | --------------- |
| 1  | Mark Renshaw      | Omega Pharma-Quick Step | en | 6 h 55 min 19 s |
| 2  | Ben Swift         | Sky                     | +  | 4 s             |
| 3  | Nicola Ruffoni    | Bardiani CSF            |    | 4 s             |
| 4  | Sam Bennett       | NetApp-Endura           |    | 6 s             |
| 5  | Mark Cavendish    | Omega Pharma-Quick Step |    | 6 s             |
| 6  | Alex Dowsett      | Movistar                |    | 7 s             |
| 7  | Richard Handley   | Rapha Condor JLT        |    | 7 s             |
| 8  | Tyler Farrar      | Garmin-Sharp            |    | 10 s            |
| 9  | Heinrich Haussler | IAM                     |    | 10 s            |
| 10 | Rick Zabel        | BMC Racing              |    | 10 s            |

### 3eétape
|    | Coureur               | Équipe                  |    | Temps           |
| -- | --------------------- | ----------------------- | -- | --------------- |
| 1  | Edoardo Zardini       | Bardiani CSF            | en | 4 h 35 min 02 s |
| 2  | Michał Kwiatkowski    | Omega Pharma-Quick Step | +  | 9 s             |
| 3  | Nicolas Roche         | Tinkoff-Saxo            |    | 11 s            |
| 4  | Dylan Teuns           | BMC Racing              |    | 11 s            |
| 5  | Bradley Wiggins       | Sky                     |    | 14 s            |
| 6  | Giovanni Visconti     | Movistar                |    | 14 s            |
| 7  | David López García    | Sky                     |    | 14 s            |
| 8  | Sébastien Reichenbach | IAM                     |    | 16 s            |
| 9  | Ion Izagirre          | Movistar                |    | 16 s            |
| 10 | Leopold König         | NetApp-Endura           |    | 16 s            |

|    | Coureur               | Équipe                  |    | Temps            |
| -- | --------------------- | ----------------------- | -- | ---------------- |
| 1  | Edoardo Zardini       | Bardiani CSF            | en | 11 h 30 min 21 s |
| 2  | Michał Kwiatkowski    | Omega Pharma-Quick Step | +  | 13 s             |
| 3  | Nicolas Roche         | Tinkoff-Saxo            |    | 17 s             |
| 4  | Dylan Teuns           | BMC Racing              |    | 21 s             |
| 5  | Bradley Wiggins       | Sky                     |    | 24 s             |
| 6  | David López García    | Sky                     |    | 24 s             |
| 7  | Ion Izagirre          | Movistar                |    | 26 s             |
| 8  | Leopold König         | NetApp-Endura           |    | 26 s             |
| 9  | Sébastien Reichenbach | IAM                     |    | 26 s             |
| 10 | Giovanni Visconti     | Movistar                |    | 37 s             |

### 4eétape
|    | Coureur            | Équipe                  |    | Temps           |
| -- | ------------------ | ----------------------- | -- | --------------- |
| 1  | Michał Kwiatkowski | Omega Pharma-Quick Step | en | 4 h 19 min 09 s |
| 2  | Albert Timmer      | Giant-Shimano           | +  | m.t             |
| 3  | Dylan Teuns        | BMC Racing              |    | m.t             |
| 4  | Jack Bauer         | Garmin-Sharp            |    | m.t             |
| 5  | Ion Izagirre       | Movistar                |    | m.t             |
| 6  | Nicolas Roche      | Tinkoff-Saxo            |    | m.t             |
| 7  | Ben Swift          | Sky                     |    | m.t             |
| 8  | Rick Zabel         | BMC Racing              |    | m.t             |
| 9  | Sonny Colbrelli    | Bardiani CSF            |    | m.t             |
| 10 | Sylvain Chavanel   | IAM                     |    | m.t             |

|    | Coureur               | Équipe                  |    | Temps            |
| -- | --------------------- | ----------------------- | -- | ---------------- |
| 1  | Michał Kwiatkowski    | Omega Pharma-Quick Step | en | 15 h 49 min 33 s |
| 2  | Edoardo Zardini       | Bardiani CSF            | +  | 3 s              |
| 3  | Dylan Teuns           | BMC Racing              |    | 14 s             |
| 4  | Nicolas Roche         | Tinkoff-Saxo            |    | 14 s             |
| 5  | Ion Izagirre          | Movistar                |    | 23 s             |
| 6  | Bradley Wiggins       | Sky                     |    | 27 s             |
| 6  | David López García    | Sky                     |    | 27 s             |
| 8  | Leopold König         | NetApp-Endura           |    | 29 s             |
| 9  | Sébastien Reichenbach | IAM                     |    | 29 s             |
| 10 | Giovanni Visconti     | Movistar                |    | 40 s             |

### 5eétape
|    | Coureur            | Équipe                  |    | Temps           |
| -- | ------------------ | ----------------------- | -- | --------------- |
| 1  | Matthias Brändle   | IAM                     | en | 4 h 32 min 03 s |
| 2  | Shane Archbold     | An Post-ChainReaction   | +  | 8 s             |
| 3  | Maarten Wynants    | Belkin                  |    | 8 s             |
| 4  | Sonny Colbrelli    | Bardiani CSF            |    | 14 s            |
| 5  | Ben Swift          | Sky                     |    | 14 s            |
| 6  | Rick Zabel         | BMC Racing              |    | 14 s            |
| 7  | Michał Kwiatkowski | Omega Pharma-Quick Step |    | 14 s            |
| 8  | Kevyn Ista         | IAM                     |    | 14 s            |
| 9  | Nicolas Roche      | Tinkoff-Saxo            |    | 14 s            |
| 10 | Jack Bauer         | Garmin-Sharp            |    | 14 s            |

|    | Coureur               | Équipe                  |    | Temps            |
| -- | --------------------- | ----------------------- | -- | ---------------- |
| 1  | Michał Kwiatkowski    | Omega Pharma-Quick Step | en | 20 h 21 min 50 s |
| 2  | Edoardo Zardini       | Bardiani CSF            | +  | 3 s              |
| 3  | Dylan Teuns           | BMC Racing              |    | 14 s             |
| 4  | Nicolas Roche         | Tinkoff-Saxo            |    | 14 s             |
| 5  | Ion Izagirre          | Movistar                |    | 23 s             |
| 6  | Bradley Wiggins       | Sky                     |    | 27 s             |
| 6  | David López García    | Sky                     |    | 27 s             |
| 8  | Leopold König         | NetApp-Endura           |    | 29 s             |
| 9  | Sébastien Reichenbach | IAM                     |    | 29 s             |
| 10 | Giovanni Visconti     | Movistar                |    | 40 s             |

### 6eétape
|    | Coureur           | Équipe          |    | Temps           |
| -- | ----------------- | --------------- | -- | --------------- |
| 1  | Matthias Brändle  | IAM             | en | 4 h 44 min 49 s |
| 2  | Alex Dowsett      | Movistar        | +  | 1 s             |
| 3  | Thomas Stewart    | Madison Genesis |    | 1 s             |
| 4  | Sonny Colbrelli   | Bardiani CSF    |    | 1 min 51 s      |
| 5  | Nicola Ruffoni    | Bardiani CSF    |    | 1 min 51 s      |
| 6  | Ben Swift         | Sky             |    | 1 min 51 s      |
| 7  | Martin Kohler     | BMC Racing      |    | 1 min 51 s      |
| 8  | Heinrich Haussler | IAM             |    | 1 min 51 s      |
| 9  | Rick Zabel        | BMC Racing      |    | 1 min 51 s      |
| 10 | Tom Veelers       | Giant-Shimano   |    | 1 min 51 s      |

|    | Coureur               | Équipe                  |    | Temps            |
| -- | --------------------- | ----------------------- | -- | ---------------- |
| 1  | Alex Dowsett          | Movistar                | en | 25 h 07 min 53 s |
| 2  | Michał Kwiatkowski    | Omega Pharma-Quick Step | +  | 34 s             |
| 3  | Edoardo Zardini       | Bardiani CSF            | +  | 40 s             |
| 4  | Nicolas Roche         | Tinkoff-Saxo            |    | 50 s             |
| 5  | Dylan Teuns           | BMC Racing              |    | 51 s             |
| 6  | Ion Izagirre          | Movistar                |    | 1 min 00 s       |
| 7  | Bradley Wiggins       | Sky                     |    | 1 min 02 s       |
| 8  | David López García    | Sky                     |    | 1 min 04 s       |
| 9  | Leopold König         | NetApp-Endura           |    | 1 min 06 s       |
| 10 | Sébastien Reichenbach | IAM                     |    | 1 min 06 s       |

### 7eétape
|    | Coureur                    | Équipe                  |    | Temps           |
| -- | -------------------------- | ----------------------- | -- | --------------- |
| 1  | Julien Vermote             | Omega Pharma-Quick Step | en | 5 h 12 min 34 s |
| 2  | Ignatas Konovalovas        | MTN-Qhubeka             | +  | 23 s            |
| 3  | Dylan van Baarle           | Garmin-Sharp            |    | 23 s            |
| 4  | Michał Kwiatkowski         | Omega Pharma-Quick Step |    | 1 min 20 s      |
| 5  | Lars Petter Nordhaug       | Belkin                  |    | 1 min 20 s      |
| 6  | Kevyn Ista                 | IAM                     |    | 1 min 20 s      |
| 7  | Dylan Teuns                | BMC Racing              |    | 1 min 20 s      |
| 8  | Sylvain Chavanel           | IAM                     |    | 1 min 20 s      |
| 9  | Francesco Manuel Bongiorno | Bardiani CSF            |    | 1 min 20 s      |
| 10 | Edoardo Zardini            | Bardiani CSF            |    | 1 min 20 s      |

|    | Coureur               | Équipe                  |    | Temps            |
| -- | --------------------- | ----------------------- | -- | ---------------- |
| 1  | Dylan van Baarle      | Garmin-Sharp            | en | 30 h 22 min 02 s |
| 2  | Michał Kwiatkowski    | Omega Pharma-Quick Step | +  | 19 s             |
| 3  | Edoardo Zardini       | Bardiani CSF            |    | 25 s             |
| 4  | Nicolas Roche         | Tinkoff-Saxo            |    | 35 s             |
| 5  | Dylan Teuns           | BMC Racing              |    | 36 s             |
| 6  | Ion Izagirre          | Movistar                |    | 45 s             |
| 7  | Bradley Wiggins       | Sky                     |    | 47 s             |
| 8  | David López García    | Sky                     |    | 49 s             |
| 9  | Sébastien Reichenbach | IAM                     |    | 51 s             |
| 10 | Alex Dowsett          | Movistar                |    | 59 s             |

### 8ea étape
|    | Coureur                 | Équipe                  |    | Temps      |
| -- | ----------------------- | ----------------------- | -- | ---------- |
| 1  | Bradley Wiggins         | Sky                     | en | 9 min 50 s |
| 2  | Sylvain Chavanel        | IAM                     | +  | 8 s        |
| 3  | Steve Cummings          | BMC Racing              |    | 9 s        |
| 4  | Jan Bárta               | NetApp-Endura           |    | 14 s       |
| 5  | Matthias Brändle        | IAM                     |    | 15 s       |
| 6  | Michał Kwiatkowski      | Omega Pharma-Quick Step |    | 16 s       |
| 7  | Ryan Mullen             | An Post-ChainReaction   |    | 20 s       |
| 8  | Alex Dowsett            | Movistar                |    | 20 s       |
| 9  | Christopher Juul Jensen | Tinkoff-Saxo            |    | 24 s       |
| 10 | Martin Kohler           | BMC Racing              |    | 25 s       |

|    | Coureur            | Équipe                  |    | Temps            |
| -- | ------------------ | ----------------------- | -- | ---------------- |
| 1  | Dylan van Baarle   | Garmin-Sharp            | en | 30 h 32 min 17 s |
| 2  | Michał Kwiatkowski | Omega Pharma-Quick Step | +  | 10 s             |
| 3  | Bradley Wiggins    | Sky                     |    | 22 s             |
| 4  | Edoardo Zardini    | Bardiani CSF            |    | 37 s             |
| 5  | Nicolas Roche      | Tinkoff-Saxo            |    | 42 s             |
| 6  | Ion Izagirre       | Movistar                |    | 46 s             |
| 7  | Sylvain Chavanel   | IAM                     |    | 50 s             |
| 8  | Alex Dowsett       | Movistar                |    | 54 s             |
| 9  | Dylan Teuns        | BMC Racing              |    | 1 min 10 s       |
| 10 | David López García | Sky                     |    | 1 min 11 s       |

### 8eb étape
|    | Coureur        | Équipe                    |    | Temps           |
| -- | -------------- | ------------------------- | -- | --------------- |
| 1  | Marcel Kittel  | Giant-Shimano             | en | 1 h 50 min 33 s |
| 2  | Mark Cavendish | Sky                       | +  | m.t             |
| 3  | Nicola Ruffoni | Bardiani CSF              |    | m.t             |
| 4  | Enrique Sanz   | Movistar                  |    | m.t             |
| 5  | Rick Zabel     | BMC Racing                |    | m.t             |
| 6  | Ian Wilkinson  | Raleigh-GAC               |    | m.t             |
| 7  | Daniel McLay   | Équipe de Grande-Bretagne |    | m.t             |
| 8  | Nikolay Trusov | Tinkoff-Saxo              |    | m.t             |
| 9  | Adam Blythe    | NFTO                      |    | m.t             |
| 10 | Shane Archbold | An Post-ChainReaction     |    | m.t             |

|    | Coureur            | Équipe                  |    | Temps            |
| -- | ------------------ | ----------------------- | -- | ---------------- |
| 1  | Dylan van Baarle   | Garmin-Sharp            | en | 30 h 32 min 17 s |
| 2  | Michał Kwiatkowski | Omega Pharma-Quick Step | +  | 10 s             |
| 3  | Bradley Wiggins    | Sky                     |    | 22 s             |
| 4  | Edoardo Zardini    | Bardiani CSF            |    | 37 s             |
| 5  | Nicolas Roche      | Tinkoff-Saxo            |    | 42 s             |
| 6  | Ion Izagirre       | Movistar                |    | 46 s             |
| 7  | Sylvain Chavanel   | IAM                     |    | 50 s             |
| 8  | Alex Dowsett       | Movistar                |    | 54 s             |
| 9  | Jan Bárta          | NetApp-Endura           |    | 1 min 09 s       |
| 10 | Dylan Teuns        | BMC Racing              |    | 1 min 10 s       |

## Évolution des classements
| Étape | Vainqueur d’étape  | Classement général | Meilleur sprinteur | Classement de la montagne | Classement par points | Classement par équipes  |
| ----- | ------------------ | ------------------ | ------------------ | ------------------------- | --------------------- | ----------------------- |
| 1     | Marcel Kittel      | Marcel Kittel      | Sonny Colbrelli    | Mark McNally              | Marcel Kittel         | Belkin                  |
| 2     | Mark Renshaw       | Mark Renshaw       | Sonny Colbrelli    | Mark McNally              | Ben Swift             | Omega Pharma-Quick Step |
| 3     | Edoardo Zardini    | Edoardo Zardini    | Sonny Colbrelli    | Mark McNally              | Ben Swift             | IAM                     |
| 4     | Michał Kwiatkowski | Michał Kwiatkowski | Sebastian Lander   | Mark McNally              | Ben Swift             | Tinkoff-Saxo            |
| 5     | Matthias Brändle   | Michał Kwiatkowski | Sebastian Lander   | Mark McNally              | Ben Swift             | IAM                     |
| 6     | Matthias Brändle   | Alex Dowsett       | Sebastian Lander   | Mark McNally              | Ben Swift             | IAM                     |
| 7     | Julien Vermote     | Dylan van Baarle   | Sebastian Lander   | Mark McNally              | Michał Kwiatkowski    | IAM                     |
| 8a    | Bradley Wiggins    | Dylan van Baarle   | Sebastian Lander   | Mark McNally              | Michał Kwiatkowski    | IAM                     |
| 8b    | Marcel Kittel      | Dylan van Baarle   | Sebastian Lander   | Mark McNally              | Michał Kwiatkowski    | IAM                     |
| Final | Final              | Dylan van Baarle   | Sebastian Lander   | Mark McNally              | Michał Kwiatkowski    | IAM                     |